# Raphael de Oliveira
Raphael Raymundo de Oliveira, född den 5 februari 1979, är en brasiliansk före detta friidrottare som tävlade i kortdistanslöpning.
De Oliveiras främsta merit är att han ingick i det brasilianska stafettlaget på 4 x 100 meter som slutade på tredje plats vid VM 1999 i Sevilla. Han tävlade även på 100 meter vid Olympiska sommarspelen 2000 men blev då utslagen i försöken.

## Personliga rekord
- 100 meter - 10,20
- 200 meter - 20,83